# Joseph van der Straeten
Pater Joseph van der Straeten (* 2. Dezember 1918 in Gent; † 8. Februar 2010 in Brüssel) war ein belgischer jesuitischer Bollandist und befasste sich als solcher mit der Erforschung der Überlieferung von Heiligenlegenden.

## Leben
Joseph van der Straeten wurde am 2. Dezember 1918 als viertes von sechs Kindern geboren. Er verlor seine Eltern sehr früh (die Mutter mit 5, den Vater mit 8 Jahren). 1937 beendete er das lateinisch-griechische Kolleg St. Barbara.

## Schriften (Auswahl)
Publiziert wurden seine Aufsätze hauptsächlich in der Analecta Bollandiana.
- Le Recueil des miracles de S. Martin attribué à Herberne. Anal. Boll. 95, 1977, S. 91–100
- Saint Martin sauveteur de saint Brice. Anal. Boll. 100, 1982, S. 237–241
- Un miracle inédit de saint M. Anal. Boll. 104, 1986, S. 191–194
- Le 'Grand Légendier Autrichien' dans les manuscrits de Zwettl. Anal. Boll. 113, 1995, S. 321–348.
- Catalogues de manuscrits latins. Inventaire hagiographique. Anal. Boll. (–2006).

Seine Bücher erschienen meist in den von den Bollandisten herausgegebenen Subsidia hagiographica:
- Les manuscrits hagiographiques d'Arras et de Boulogne-sur-Mer (1971)
- Les manuscrits hagiographiques de Charleville, Verdun et Saint-Mihiel (1974)
- Les manuscrits hagiographiques d'Orléans, Tours et Angers (1982)

Die Koninklijke Bibliotheek (Niederländische Staatsbibliothek) schreibt ihm zu:
- Het Charter en de Raad van Kortenberg. Leuwen 1952